# ピーター・リンチ
ピーター・リンチ（1944年1月19日 - ）は、アメリカの投資家、投資信託マネージャー、慈善家。フィデリティインベスメンツのファンドマネージャーとしてマゼラン・ファンド を運用。リンチは、1977年から1990年の間に平均29.2％の年間リターンを達成し、S＆P 500株価指数を一貫して二倍以上のアウトパフォームを達成しマゼラン・ファンドを世界最高の投資信託ファンドに押し上げた。 
彼がマゼランファンドの運用担当者であった13年間で、運用資産は1,800万ドルから140億ドルに増加した。
彼はまた、投資に関する多くの書籍や論文を共著し、「自分が知っているものに投資しろ」や「テンバガー」など、現代の個人投資家の間でよく知られている名言がある。リンチは、彼の優れたパフォーマンスにより、各金融メディアから一貫して「レジェンド」と称えられている。たとえば、2003年の The Intelligent Investor の改訂で、ジェイソン・ツヴァイクは「レジェンド」と表現している。
リンチは1944年1月19日にマサチューセッツ州ニュートンで生まれた。
1951年、リンチが7歳のとき、父親が癌と診断された。父は3年後に亡くなり、リンチの母親は家族を養うために働く必要があった。リンチは、10代前半から家計を助けるためにキャディーとして働いていたという。ボストン大学の2年生の時、リンチは貯金を使ってフライングタイガー航空の株を1株あたり8ドルで100株購入した。後に同社の株価は1株80ドルに上昇し、リンチはその利益で教育費を支払った。
1965年、リンチはボストンカレッジを卒業し、歴史、心理学、哲学を学ぶ。 その後、彼は1968年ペンシルベニア大学 ウォートン校で 経営管理の修士号を取得した。

## フィデリティ
1966年、マサチューセッツ州ニュートンのゴルフ場 (ブレイ・バーン・カントリークラブ) で、フィデリティの社長であるジョージ・サリバン等のキャディをしていたため、リンチはフィデリティインベストメントの インターンとして雇用してもらえる機会を得る。   リンチは、当初、紙、化学、出版業界を担当し、2年間の軍隊の任務を終えて帰国後、1969年から正社員として採用された リンチは繊維、金属、鉱業、および化学産業のリサーチを担当し、1974年から1977年までフィデリティのリサーチディレクターに就任した。

## フィデリティ・マゼランファンド
1977年、リンチは、預かり残高が1800万ドルという凡庸なマゼランファンドのファンドマネージャーに任命される。リンチがファンドマネージャーを辞任する1990年までの13年間に、ファンドは1,000を超える銘柄を持ち140億ドルを超えるファンドに成長することとなった。
1977年から1990年まで、マゼランファンドは年平均リターン29.2％を記録し、2003年時点で、過去20年で最高の投資信託ファンドとなる 。リンチは以下を含むさまざまな銘柄で大きな成功を納めた。ファニー・メイ 、フォード 、フィリップ・モリス 、MCI、ボルボ、ゼネラル・エレクトリック、ゼネラル・パブリック・ユーティリティーズ、学生ローン・マーケティング、ケンパー、ロウズ (利益順、出所は Beating the Street)。  

リンチは数多くの著書を出版している。Worth 誌では一連の投資記事を寄稿し、各著書で言及した企業の概念や詳細についてさらに詳しい見解を示した。 
リンチは、現代の投資戦略に関して、数多くの名言を生み出している。 
彼の最も有名な投資原則は、「自分が知っているものに投資する」である。 ほとんどの人は特定の分野の専門家になる傾向があるため、この基本的な「自分が知っているものに投資する」という原則を適用することで、個人投資家は過小評価されている銘柄を見つけることが可能となる。リンチはこの原則を投資家の出発点として使用している。 彼はまた、個人投資家はファンドマネージャーよりも株式投資からお金を稼ぐことができるとよく語っている。なぜなら彼らはウォール街で働く人々よりも、日々の生活を通して良い投資を見つけることができるからです。 彼の2つの古典的な投資入門書を通して、彼はオフィスにいないときに見つけた投資アイデアの多くについて解説している。たとえば、One Up で、The Wall Street Journal でその会社について読んだ後ではなく、お客さんとしてコーヒーに感銘を受けた後、 ダンキンドーナツに投資した経緯について説明しいる。 他の人も同様に感銘を受けると仮定して、彼はダンキンドーナツの財務状況を調査し、投資することを決めた。 
リンチは、たとえ個人投資家であっても、賢明な投資判断が行えると考えている。
リンチは、 One Street on Wall Street で、MBA時代に学んだ数学や財政よりも、哲学と論理の学部研究が彼のキャリアにとって重要であったと話している。 ウォートンで、彼は学問における2つの一般的な投資理論であるランダムウォーク仮説と効率的な市場仮説が矛盾していると考えるようになった。学校で教授が教える概念は、フィデリティでのインターンシップ中に専門家によって定期的に反証されていました。 したがって、彼は理論家よりも実務家に注目するようになりました。「投資ビジネスで成功するのに役立つはずのものが、失敗することを仕向ける理論にしか思えなくなったのです」 定量分析は、私がフィデリティで起こったことが、実際には起こらないことを教えてくれました。 " 
リンチは、株式投資戦略「GARP」(合理的な価格での成長) を普及させた。これは、 成長投資の可能性と価値投資の規律のバランスをとるハイブリッドな銘柄選定アプローチです。 Fidelity Investments, Fidelity Contrafund (FCNTX) やLemma Senbet Fund などの株式ファンドから、 Russell Indexes, iShares Russell 1000 Growth Indexなどのインデックスファンドに至るまで、多くの有名なファンドが現在GARPモデルに沿った運用をしている。

## テンバガー (10倍株) の名付け親
彼はまた、金融用語としての「テンバガー」(10倍株) という言葉を作り出した。 これは、元の購入価格の10倍の価値がある投資を指し、バッターが走る「バッグ」または「ベース」の数がそのランナーのヒットの成功の尺度である野球から来ている。 ホームランを打った野球選手は、4つのすべてのベースを通過するため、このようなヒットは4バガーと呼ばれることもある。 同様に、野球のダブルヒットは2バガーと呼ばれることもある。 リンチは「私のビジネスでは4バガーは良いのですが、テンバガーは2本のホームランと2本のランに相当する」と書いている。 

## 関連する人物
- ウィル・ダノフ
- ジョエル・ティリングハスト

## リンチ財団
リンチは妻のキャロリン・アン・ホフと結婚し、リンチ財団を共同設立した。 彼女は2015年10月に69歳で白血病の合併症のために亡くなった 。